# Поду Броштени (Арђеш)
Поду Броштени (рум. Podu Broșteni) насеље је у Румунији у округу Арђеш у општини Костешти. Oпштина се налази на надморској висини од 265 m.

## Становништво
Према подацима из 2002. године у насељу је живело 498 становника, од којих су сви румунске националности.